# دانتي باسكو
دانتي باسكو (بالإنجليزية: Dante Basco)‏ مواليد 29 أغسطس 1975 في كاليفورنيا، الولايات المتحدة، هو ممثل أمريكي بدأ مسيرته الفنية عام 1988.

## الأعمال
- مون واكر
- هوك الانتقام من الكابتن هوك
- مغامرات بندق
- قبضة نجم الشمال
- أرقص معي
- أمير بيل إير الحيوي
- مويشا
- دامو ستحيل
- التنين الأمريكي: جيك لونغ
- آفاتار: أسطورة أنج

## وصلات خارجية
- دانتي باسكو على موقع IMDb (الإنجليزية)
- دانتي باسكو على موقع ميتاكريتيك (الإنجليزية)
- دانتي باسكو على موقع روتن توميتوز (الإنجليزية)
- دانتي باسكو على موقع أول موفي (الإنجليزية)
- دانتي باسكو على موقع إن إن دي بي (الإنجليزية)
- دانتي باسكو على موقع قاعدة بيانات الفيلم (الإنجليزية)